# Ludovico Lante Montefeltro della Rovere, III duca di Bomarzo
Ludovico Lante Montefeltro della Rovere, III duca di Bomarzo (Roma, 9 novembre 1683 – Roma, 14 agosto 1727), è stato un nobile italiano.

## Biografia
Nato a Roma il 9 novembre 1683, Ludovico era figlio di Antonio Lante Montefeltro della Rovere, II duca di Bomarzo e di sua moglie, la nobildonna francese Luisa Angelica de La Trémoille.
Dopo la morte di sua madre, tornò con suo padre a Roma e, alla morte di quest'ultimo nel 1716, ne ereditò i titoli ed i possedimenti, divenendo III duca di Bomarzo e II principe di Belmonte.
Vicino agli ambienti letterari della Roma papalina, il poeta fiorentino Giovan Battista Fagiuoli gli dedicò uno dei suoi componimenti nell'opera Rime piacevoli.
Morì a Roma il 14 agosto 1727.

## Matrimonio e figli
A Roma il 22 dicembre 1705, sposò Angela Vaini (26 ottobre 1676 - 4 marzo 1745), figlia di Girolamo, I principe di Cantalupo e duca di Selci, e di sua moglie Maria Anna Ceuli dei marchesi del Carretto, già vedova di Alfonso Antonio Litta dei marchesi di Gambolò. La coppia ebbe insieme i seguenti figli:
- Filippo (1709 - 1771), IV duca di Bomarzo, sposò in prime nozze Maria Virginia Altieri e in seconde nozze Faustina Capranica.
- Francesco (5 aprile 1710 - ?), cavaliere dell'Ordine di Malta dal 10 giugno 1713
- Angelica (24 marzo 1711 - 1743), sposò il 9 ottobre 1730 don Ottavio Lancellotti (1710 - 1769), I principe di Marzano e Lauro[2]
- Lucrezia (1717 - post 1764), monaca in S. Teresa a Roma con il nome di Maria Eletta[3]
- Teresa (1719 - post 1764), monaca orsolina in Roma con il nome di Maria Angelica[3]

## Albero genealogico
|                                                              |                                                  |                                                | Genitori                                      |  |  | Nonni |  |  | Bisnonni                                                |  |  | Trisnonni      |  |
|                                                              |                                                  |                                                |                                               |  |  |       |  |  | Marcantonio Lante, marchese di San Lorenzo e Monteleone |  |  | Lodovico Lante |  |
|                                                              |                                                  |                                                |                                               |  |  |       |  |  | Marcantonio Lante, marchese di San Lorenzo e Monteleone |  |  | Lodovico Lante |  |
|                                                              |                                                  | Lavinia Maffei                                 |                                               |  |  |       |  |  | Marcantonio Lante, marchese di San Lorenzo e Monteleone |  |  |                |  |
| Ippolito Lante Montefeltro della Rovere, I duca di Bomarzo   |                                                  |                                                |                                               |  |  |       |  |  | Marcantonio Lante, marchese di San Lorenzo e Monteleone |  |  |                |  |
|                                                              |                                                  | Livia Montefeltro della Rovere                 | Ippolito Montefeltro della Rovere             |  |  |       |  |  |                                                         |  |  |                |  |
|                                                              |                                                  | Livia Montefeltro della Rovere                 | Ippolito Montefeltro della Rovere             |  |  |       |  |  |                                                         |  |  |                |  |
|                                                              |                                                  | Livia Montefeltro della Rovere                 | Isabella Vitelli                              |  |  |       |  |  |                                                         |  |  |                |  |
| Antonio Lante Montefeltro della Rovere, II duca di Bomarzo   |                                                  | Livia Montefeltro della Rovere                 |                                               |  |  |       |  |  |                                                         |  |  |                |  |
|                                                              |                                                  | Giovanni Pietro d'Altemps, III duca di Gallese | Giovanni Angelo d'Altemps, II duca di Gallese |  |  |       |  |  |                                                         |  |  |                |  |
|                                                              |                                                  | Giovanni Pietro d'Altemps, III duca di Gallese | Giovanni Angelo d'Altemps, II duca di Gallese |  |  |       |  |  |                                                         |  |  |                |  |
|                                                              |                                                  | Giovanni Pietro d'Altemps, III duca di Gallese | Maria Cesi                                    |  |  |       |  |  |                                                         |  |  |                |  |
| Maria Cristina d'Altemps                                     |                                                  | Giovanni Pietro d'Altemps, III duca di Gallese |                                               |  |  |       |  |  |                                                         |  |  |                |  |
|                                                              |                                                  | Angelica de' Medici                            | Cosimo de' Medici                             |  |  |       |  |  |                                                         |  |  |                |  |
|                                                              |                                                  | Angelica de' Medici                            | Cosimo de' Medici                             |  |  |       |  |  |                                                         |  |  |                |  |
|                                                              |                                                  | Angelica de' Medici                            | Lucrezia Gaetani                              |  |  |       |  |  |                                                         |  |  |                |  |
| Ludovico Lante Montefeltro della Rovere, III duca di Bomarzo |                                                  | Angelica de' Medici                            |                                               |  |  |       |  |  |                                                         |  |  |                |  |
|                                                              | Louis I de La Trémoille, marchese di Noirmoutier | François de La Trémoille                       |                                               |  |  |       |  |  |                                                         |  |  |                |  |
|                                                              | Louis I de La Trémoille, marchese di Noirmoutier | François de La Trémoille                       |                                               |  |  |       |  |  |                                                         |  |  |                |  |
|                                                              | Louis I de La Trémoille, marchese di Noirmoutier | Charlotte de Beaune-Semblançay                 |                                               |  |  |       |  |  |                                                         |  |  |                |  |
| Louis II de La Trémoille, duca di Noirmoutier                | Louis I de La Trémoille, marchese di Noirmoutier |                                                |                                               |  |  |       |  |  |                                                         |  |  |                |  |
|                                                              |                                                  | Lucrèce-Marie Bouhier de Beaumarchais          | Vincent Bouhier de Beaumarchais               |  |  |       |  |  |                                                         |  |  |                |  |
|                                                              |                                                  | Lucrèce-Marie Bouhier de Beaumarchais          | Vincent Bouhier de Beaumarchais               |  |  |       |  |  |                                                         |  |  |                |  |
|                                                              |                                                  | Lucrèce-Marie Bouhier de Beaumarchais          | Marie Lucrece Hotman                          |  |  |       |  |  |                                                         |  |  |                |  |
| Louise Angelique Charlotte de La Trémoille                   |                                                  | Lucrèce-Marie Bouhier de Beaumarchais          |                                               |  |  |       |  |  |                                                         |  |  |                |  |
|                                                              |                                                  | Jean Aubéry de Tilleport                       | Claude Aubéry de Tilleport                    |  |  |       |  |  |                                                         |  |  |                |  |
|                                                              |                                                  | Jean Aubéry de Tilleport                       | Claude Aubéry de Tilleport                    |  |  |       |  |  |                                                         |  |  |                |  |
|                                                              |                                                  | Jean Aubéry de Tilleport                       | Catherine Vivien                              |  |  |       |  |  |                                                         |  |  |                |  |
| Renée Julie Aubéry de Tilleport                              |                                                  | Jean Aubéry de Tilleport                       |                                               |  |  |       |  |  |                                                         |  |  |                |  |
|                                                              |                                                  | Françoise Le Breton                            | Balthazar Le Breton                           |  |  |       |  |  |                                                         |  |  |                |  |
|                                                              |                                                  | Françoise Le Breton                            | Balthazar Le Breton                           |  |  |       |  |  |                                                         |  |  |                |  |
|                                                              |                                                  | Françoise Le Breton                            | Madeleine Gillier                             |  |  |       |  |  |                                                         |  |  |                |  |
|                                                              |                                                  | Françoise Le Breton                            |                                               |  |  |       |  |  |                                                         |  |  |                |  |